# Max Band
Max Band (ur. 21 sierpnia 1900 w Naumestis, Litwa, zm. 8 listopada 1974 w Hollywood, Stany Zjednoczone) – litewski malarz i rzeźbiarz pochodzenia żydowskiego, tworzący w Stanach Zjednoczonych.
W 1920 wyjechał do Berlina, gdzie przez trzy lata studiował w Akademie der Künste pod kierunkiem Willy’ego Jackela. Po ukończeniu nauki przeniósł się do Paryża, gdzie zamieszkał na stałe i wszedł w środowisko tworzących tzw. École de Paris. Był zafascynowany twórczością Paula Cézanne’a, znał też dorobek Pabla Picassa. Był płodnym twórcą, uczestniczył w licznych wystawach, zarówno we Francji (w Paryżu pomiędzy 1926 a 1939), Niemczech (w Berlinie w 1924, 1929, 1931), Stanach Zjednoczonych (w Nowym Jorku w 1927, 1930, 1934, 1948). W 1954 (według źródeł amerykańskich mieszkał tam od 1940) opuścił Francję i zamieszkał w Hollywood, został etatowym pracownikiem działającego w Los Angeles University of Judaism. Był członkiem International Institute of Arts and Letters oraz członkiem honorowym California Art Club. Mieszkając w Stanach Zjednoczonych, nadal często wystawiał swoje prace w Chicago, Los Angeles, Paryżu i Landau.
Jego synem był reżyser Albert Band, wnukiem jest reżyser Charles Band, a prawnukiem muzyk Alex Band.
Max Band tworzył portrety, pejzaże, kompozycje kwiatowe i figuralne. Jako rzeźbiarz skupiał się na popiersiach i portretach medalionowych, w 1961 otrzymał zamówienie z Białego Domu na wykonanie popiersia George Washingtona. Dorobek Maxa Banda znajduje się w kolekcjach muzealnych Kowna, Berlina, Nowego Jorku, Paryża, Los Angeles, Jerozolimy i Filadelfii.